# Съръмски район
Съръмски район (на казахски: Сырым ауданы) е съставна част на Западноказахстанска област, Казахстан, обща площ 12 590 км2 и население 18 515 души (по приблизителна оценка към 1 януари 2020 г.). Административен център е Жимпити.